# Felipe Augusto
Felipe Augusto da Silva dit Felipe Augusto, né le 18 février 2004 à São Paulo au Brésil, est un footballeur brésilien qui évolue au poste d'avant-centre au Trabzonspor.

## Biographie

### En club
Né à São Paulo au Brésil, Felipe Augusto est formé par le SC Corinthians. Il signe son premier contrat professionnel à l'âge de seize ans, le 21 octobre 2020. Il est alors lié au club jusqu'en octobre 2023.
Il joue son premier match en professionnel le 9 mai 2021, lors d'une rencontre de Campeonato Paulista face au Grêmio Novorizontino. Il entre en jeu et son équipe l'emporte par deux buts à un. Le 25 juin 2021, il joue son premier match de première division brésilienne contre Sport Recife. Il entre en jeu à la place de Jô et son équipe s'impose par deux buts à un,.
Le 19 avril 2023, Felipe Augusto prolonge son contrat au SC Corinthians jusqu'en avril 2026,.
Le 6 janvier 2024, Felipe Augusto rejoint la Belgique pour s'engager en faveur du Cercle Bruges KSV. Il signe un contrat courant jusqu'en juin 2028.

### En sélection
En octobre 2020, Filipe Augusto est convoqué pour la première fois avec l'équipe du Brésil des moins de 17 ans.